# Ньонсьян Ньомбла
Ньонсьян Ньомбла (фр. Gnonsiane Niombla, нар. 9 липня 1990) — французька гандболістка, срібна призерка Олімпійських ігор 2016 року.

## Виступи на Олімпіадах
| Олімпіада           | Дисципліна | Місце |
| ------------------- | ---------- | ----- |
| Ріо-де-Жанейро 2016 | гандбол    | 2     |

## Зовнішні посилання
- Ньонсьян Ньомбла — олімпійська статистика на сайті Sports-Reference.com (англ.) (архівна версія)